# Filip z Side
Filip z Side (gr. Φίλιππος ο Σιδίτης ur. w IV wieku w Side w Pamfili, zm. w V wieku) – chrześcijański kapłan, pisarz i historyk Kościoła starożytnego.
Był uczniem Rodona, kierownika Aleksandryjskiej Szkoły Katechetycznej, zesłanego za cesarza Teodozjusza, do Side. W Konstantynopolu został wyświęcony na diakona i kapłana przez Jana Chryzostoma, z którym się przyjaźnił. Kandydował trzy razy bez powodzenia na stanowisko patriarchy Konstantynopola – w 425 przeciwko Sisinniuszowi, w 428 przeciwko Nestoriuszowi i w 431 przeciw Maksymianuszowi.
Filip z Side zapisał się w historii głównie jako autor monumentalnego dzieła zatytułowanego Historia chrześcijańska (Christianike historia), zawartego w 36 księgach. Dzieło to miało obejmować okres od stworzenia świata do 426, ale zachowało się jedynie we fragmentach i streszczeniach, które niejednokrotnie stanowią uzupełnienie Historii Kościelnej Euzebiusza z Cezarei. Był też autorem innych dzieł o rozmaitej tematyce, m.in. pisma polemicznego w obronie chrześcijaństwa, w którym odpierał zarzuty cesarza Juliana Apostaty zawarte w jego dziele Przeciw Galilejczykom.
Przez mu współczesnych i potomnych Filip z Side był postrzegany jako człowiek wykształcony i elokwentny, biegły w filozofii, geometrii, astronomii, arytmetyce i muzyce, ale styl jego dzieł, jak oceniał je historyk Sokrates Scholastyk, cechował brak spoistości wewnętrznej, częste powtarzanie się i nużące opisy rzeczy drugorzędnych (np. gór, drzew, wysp) z punktu widzenia zasadniczej tematyki dzieła.